# فابیان گالاتو
فابیان گالاتو (فرانسوی: Fabien Galateau‎; ۱۳ ژوئیهٔ ۱۹۱۳ – ۲۳ ژوئیهٔ ۱۹۹۵) دوچرخه‌سوار اهل فرانسه بود.